# Mustang!
Mustang! è un film del 1959 diretto da Tom Gries.
È un western statunitense con Jack Buetel, Madalyn Trahey e Stephen Keyes. È basato sul romanzo del 1951 Capture of the Golden Stallion di Rutherford Montgomery.

## Produzione
Il film, diretto e sceneggiato da Tom Gries su un soggetto di Rutherford Montgomery, fu prodotto da Robert Arnell per la Eronel Productions e girato nel gennaio del 1955. Il brano della colonna sonora Mustang, cantato da Champ Butler, fu composto da Lester Lee e Ned Washington.

## Distribuzione
Il film fu distribuito negli Stati Uniti dal 15 marzo 1959 al cinema dalla United Artists.

## Promozione
Le tagline sono:
- UNTAMED FURY that ruled the West!
- No Man...Or Woman...In The West Could Break Him!